# Срібний лев
Срібний лев (італ. Leone d'Argento) — нагорода, яку вручають на Венеційському кінофестивалі. До 1995 року Срібні Леви не присуджували кільком фільмам, оскільки вони брали участь у конкурсі на отримання Золотого Лева. В різний час Срібним левом нагороджували короткометражні та дебютні фільми.

## Переможці

### 1953–1957
У період з 1953 по 1954 рік Срібні леви здобули фільми, які брали участь у Золотому левові, як другий приз.
| Фільм                             | Оригінальна назва              | Режисер                              | Країна     |
| --------------------------------- | ------------------------------ | ------------------------------------ | ---------- |
| 1953                              |                                |                                      |            |
| Маленький утікач                  | Little Fugitive                | Рей Ешлі, Морріс Енджел та Рут Оркін | США        |
| Мулен Руж                         | Moulin Rouge                   | Джон Г'юстон                         | США        |
| Садко                             | Садко                          | Олександр Птушко                     | СРСР       |
| Тереза Ракен                      | Thérèse Raquin                 | Марсель Карне                        | Франція    |
| Казки туманного місяця після дощу | Ugetsu                         | Кендзі Мідзогуті                     | Японія     |
| Матусині синки                    | I vitelloni                    | Федеріко Фелліні                     | Італія     |
| 1954                              |                                |                                      |            |
| В порту                           | On the Waterfront              | Еліа Казан                           | США        |
| Управитель Сансьо                 | 山椒大夫, Sanshô dayû          | Кендзі Мідзогуті                     | Японія     |
| Сім самураїв                      | 七人の侍, Shichinin no samurai | Акіра Куросава                       | Японія     |
| Дорога                            | La strada                      | Федеріко Фелліні                     | Італія     |
| 1955                              |                                |                                      |            |
| Подруги                           | Le amiche                      | Мікеланджело Антоніоні               | Італія     |
| Великий ніж                       | The Big Knife                  | Роберт Олдріч                        | США        |
| Циске по прізвиську «Щур»         | Ciske de Rat                   | Вольфганг Штаудте                    | Нідерланди |
| Стрибуха                          | Попрыгунья                     | Самсон Самсонов                      | СРСР       |
| 1956 — не присуджували            |                                |                                      |            |
| 1957                              |                                |                                      |            |
| Білі ночі                         | Le notti bianche               | Лукіно Вісконті                      | Італія     |

### 1958–1982
| Фільм    | Оригінальна назва | Режисер     | Країна |
| -------- | ----------------- | ----------- | ------ |
| 1966     |                   |             |        |
| Чаппакуа | Chappaqua         | Конрад Рукс | США    |

### 1983–1987
У період з 1983 по 1989 роки нагороду Срібний лев присуджували за найкращу дебютну роботу.
| Рік  | Фільм               | Оригінальна назва   | Режисер        | Країна            |
| ---- | ------------------- | ------------------- | -------------- | ----------------- |
|      |                     |                     |                |                   |
| 1983 | Алея чорних халуп   | Rue Cases-Nègres    | Езан Пальсі    | Франція           |
|      |                     |                     |                |                   |
| 1984 | Сонатіна            | Sonatine            | Мішлен Ланкто  | Канада            |
|      |                     |                     |                |                   |
| 1985 | Пил                 | Dust                | Маріон Генсель | Бельгія / Франція |
|      |                     |                     |                |                   |
| 1986 | Король та його кіно | La película del rey | Карлос Сорін   | Аргентина         |
|      |                     |                     |                |                   |
| 1987 | Моріс               | Maurice             | Джеймс Айворі  | Велика Британія   |

### 1988–1994
З 1988 року нагороду вручали одному або декільком фільмам, номінованим на Золотого лева.
| Рік  | Фільм                           | Оригінальна назва                           | Режисер              | Країна              |
| ---- | ------------------------------- | ------------------------------------------- | -------------------- | ------------------- |
| 1988 | Пейзаж у тумані                 | Τοπίο στην Ομίχλη                           | Тео Ангелопулос      | Греція              |
|      |                                 |                                             |                      |                     |
| 1989 | Спогади Жовтого Будинку         | Recordações da Casa Amarela                 | Жуан Сезар Монтейру  | Португалія          |
| 1989 | Смерть майстра чайної церемонії | Sen no Rikyu: Honkakubô ibun                | Кей Кумаї            | Японія              |
|      |                                 |                                             |                      |                     |
| 1990 | не присуджували                 | не присуджували                             | не присуджували      | не присуджували     |
|      |                                 |                                             |                      |                     |
| 1991 | Підніми червоний ліхтар         | 大红灯笼高高挂, Dà Hóng Dēnglong Gāogāo Guà | Чжан Імоу            | КНР Гонконг Тайвань |
| 1991 | Король-рибалка                  | The Fisher King                             | Террі Гілліам        | США                 |
| 1991 | Я більше не чую гітари          | J'entends plus la guitare                   | Філіп Гаррель        | Франція             |
|      |                                 |                                             |                      |                     |
| 1992 | Готель де Люкс                  | Hotel de Lux                                | Дан Піца             | Румунія             |
| 1992 | Шинка, шинка                    | Jamón, jamón                                | Бігас Луна           | Іспанія             |
| 1992 | Крижане серце                   | Un cœur en hiver                            | Клод Соте            | Франція             |
|      |                                 |                                             |                      |                     |
| 1993 | Кош ба кош                      | Kosh ba kosh                                | Бахтієр Худойназаров | Таджикистан         |
|      |                                 |                                             |                      |                     |
| 1994 | Небесні створіння               | Heavenly Creatures                          | Пітер Джексон        | Нова Зеландія       |
| 1994 | Маленька Одеса                  | Little Odessa                               | Джеймс Грей          | США                 |
| 1994 | Тілець                          | Il toro                                     | Карло Маццакураті    | Італія              |

## Срібний лев за найкращий сценарій
| Рік  | Фільм | Оригінальна назва | Режисер        | Країна |
| ---- | ----- | ----------------- | -------------- | ------ |
| 1990 | Сірап | Sirup             | Хелла Рюслінге |        |

## Срібний лев за найкращий короткометражний фільм
| Рік  | Фільм                                 | Оригінальна назва                    | Режисер            | Країна          |
| ---- | ------------------------------------- | ------------------------------------ | ------------------ | --------------- |
| 1996 | Дитина                                | O Tamaiti                            | Сіма Урале         | Нова Зеландія   |
| 1999 | Портрет малюючої молодої людини       | Portrait of a Young Man Drowning     | Тебохо Малаці      |                 |
| 2000 | Телефонний дзвінок для Женев'євы Сноу | A Telephone Call for Genevieve Snow  | Пітер Лонг         |                 |
| 2001 | Друзі                                 | Freunde                              | Ян Крюгер          | Німеччина       |
| 2002 | Клоун                                 | Клоун                                | Ірина Євтєєва      |                 |
| 2003 | Нафта                                 | Нефть                                | Мурад Ібрагімбеков |                 |
| 2004 | Знак причетності                      | Signe d'appartenance                 | Камель Шериф       |                 |
| 2005 |                                       | Xiaozhan                             | Chien-ping Lin     |                 |
| 2006 |                                       | Comment on freine dans une descente? | Алікс Делапорте    | Франція         |
| 2007 | Якнайгірше                            | Dog Altogether                       | Педді Консідайн    | Велика Британія |

## Срібний лев за найкращу режисерську роботу
| Рік  | Режисер              | Фільм                                 | Оригінальна назва                              | Країна                      |
| ---- | -------------------- | ------------------------------------- | ---------------------------------------------- | --------------------------- |
| 1990 | Мартін Скорсезе      | Славні хлопці                         | Goodfellas                                     | США                         |
| 1991 | Чжан Імоу            | Підніми червоний ліхтар               | 大红灯笼高高挂, Da hong deng long gao gao gua  | Чилі                        |
| 1991 | Террі Гілліам        | Король-рибалка                        | The Fisher King                                | Велика Британія             |
| 1991 | Філіп Гаррель        | Я більше не чую гітари                | J'entends plus la guitare                      | Франція                     |
| 1992 | Клод Соте            | Крижане серце                         | Un cœur en hiver                               | Франція                     |
| 1992 | Дан Піца             | Готель де Люкс                        | Hotel de Lux                                   | Румунія                     |
| 1992 | Бігас Луна           | Шинка, шинка                          | Jamón, jamón                                   | Іспанія                     |
| 1994 | Карло Маццакураті    | Тілець                                | Il toro                                        | Італія                      |
| 1994 | Пітер Джексон        | Небесні створення                     | Heavenly Creatures                             | Нова Зеландія               |
| 1994 | Джеймс Грей          | Маленька Одеса                        | Little Odessa                                  | США                         |
| 1995 | Не присуджували      | Не присуджували                       | Не присуджували                                | Не присуджували             |
| 1996 | Не присуджували      | Не присуджували                       | Не присуджували                                | Не присуджували             |
| 1997 | Не присуджували      | Не присуджували                       | Не присуджували                                | Не присуджували             |
| 1998 | Емір Кустуріца       | Чорна кішка, білий кіт                | Црна мачка, бели мачор, Crna mačka, beli mačor | Союзна Республіка Югославія |
| 1999 | Юань Чжан            | Сімнадцять років                      | 过年回家, Guo nian hui jia                     | Чилі                        |
| 2000 | Буддхадев Дасгупта   | Уттара                                | Uttara                                         | Індія                       |
| 2001 | Бабак Паямі          | Таємне голосування                    | Raye Makhfi                                    | Іран                        |
| 2002 | Лі Чан Дон           | Оазис                                 | Oasis                                          | Південна Корея              |
| 2003 | Такеші Кітано        | Затоічі                               | 座頭市, Zatōichi                               | Японія                      |
| 2004 | Кім Кі Дук           | Порожній будинок                      | 빈집, Bin-jip                                  | Південна Корея              |
| 2005 | Філіп Гаррель        | Постійні коханці                      | Les Amants réguliers                           | Франція                     |
| 2006 | Ален Рене            | Серця                                 | Cœurs                                          | Франція                     |
| 2007 | Браян Де Пальма      | Без цензури                           | Redacted                                       | США                         |
| 2008 | Олексій Герман-мол.  | Паперовий солдат                      | Бумажный солдат                                | Росія                       |
| 2009 | Ширін Нешат          | Жінки без чоловіків                   | Women Without Men                              | Німеччина Австрія Франція   |
| 2010 | Алекс де ла Іглесіа  | Сумна балада для труби                | Balada triste de trompeta                      | Іспанія                     |
| 2011 | Шанцзюнь Цай         | Люди гори люди море                   | 人山人海, Ren Shan Ren Hai                     | Чилі Гонконг                |
| 2012 | Пол Томас Андерсон   | Майстер                               | The Master                                     | США                         |
| 2013 | Александрос Авранас  | Пані жорстокість                      | Miss Violence                                  | Греція                      |
| 2014 | Андрій Кончаловський | Білі ночі листоноші Олексія Тряпіцина | Белые ночи почтальона Алексея Тряпицына        | Росія                       |
| 2015 | Пабло Траперо        | Клан                                  | El Clan                                        | Аргентина                   |
| 2016 | Амат Ескаланте       | Дика місцевість                       | La Region Salvaje                              | Мексика                     |
| 2016 | Андрій Кончаловський | Рай                                   | Рай                                            | Росія                       |
| 2017 | Ксав'є Легран        | Опіка                                 | Jusqu'à la garde                               | Франція                     |
| 2018 | Жак Одіар            | Брати Сістерс                         | The Sisters Brothers                           | Франція США Румунія Іспанія |
| 2019 | Рой Андерссон        | Про нескінченність                    | Om det oändliga                                | Швеція Норвегія Німеччина   |
| 2020 | Куросава Кійосі      | Дружина шпигуна                       | スパイの妻                                     | Японія                      |
| 2021 | Джейн Кемпіон        | У руках пса                           | The Power of the Dog                           | Нова Зеландія               |
| 2022 | Лука Гуаданьїно      | Разом з кістками                      | Bones & All                                    | Італія                      |
| 2023 | Маттео Ґарроне       | Я — капітан                           | Io capitano                                    | Італія                      |
| 2024 | Брейді Корбет        | Бруталіст                             | The Brutalist                                  | США                         |

## Срібний лев: Одкровення
| Рік  | Лауреат            | Фільм      | Оригінальна назва | Країна |
| ---- | ------------------ | ---------- | ----------------- | ------ |
| 2006 | Еммануеле Кріалезе | Новий світ | Nuovomondo        | Італія |